# Казалбордино
Казалбордѝно (на италиански: Casalbordino, на местен диалект lu Cuasàlë, лу Куазалъ) е градче и община в Южна Италия, провинция Киети, регион Абруцо. Разположено е на 203 m надморска височина. Населението на общината е 6249 души (към 2010 г.).